# 마티 스튜어트
마티 스튜어트(Marty Stuart, 1958년 9월 30일 ~ )는 미국의 컨트리 가수이다.